# Любомир Цветков (политик)
Любомир Стоянов Цветков е български политик и инженер, от 2023 г. е кмет на община Златица, издигнат от листата на партия „Българска социалдемокрация – Евролевица“. Бил е общински съветник в Златица. От 2019 до 2013 г. е председател на Общински съвет – Златица.

## Биография
Роден е на 12 август 1978 г. Учи в Техникума по механизация на селското стопанство в град Златица, завършва специалност „Електрификация на производството“. Завършва висше образование в Минно-геоложкия университет „Св. Иван Рилски“ в София със специалност „Минна техника и технологии“. Семеен е, има три деца.

### Политическа дейност
На местните избори през 2023 г. е кандидат за кмет от партия „Българска социалдемокрация – Евролевица“ на община Златица. На проведения първи тур получава 975 гласа (или 39,98%) и се явява на балотаж с Елена Герасимова от партия „Български социалдемократи“, която получава 559 гласа (или 22,92%). На провелия се втори тур е избран за кмет, като получава 1585 гласа (или 67,91%).